# Mike Pouncey
James Michael Pouncey (Ardmore, 24 luglio 1989) è un ex giocatore di football americano statunitense che ha militato nel ruolo di centro nella National Football League (NFL). Fu scelto dai Miami Dolphins nel corso del primo giro del Draft NFL 2011. Al college ha giocato a football a Florida venendo premiato come All-American.
Pouncey è il gemello identico di Maurkice Pouncey, scelto dai Pittsburgh Steelers come 18º assoluto nel Draft NFL 2010.

## Carriera professionistica

### Miami Dolphins
Pouncey era considerato il miglior prospetto tra i centri e le guardie del Draft 2011. Fu scelto dai Miami Dolphins nel corso del primo giro con la quindicesima scelta assoluta. Nel corso della sua prima stagione giocò come titolare tutte le 16 partite della stagione regolare. Anche nel 2012 partì sempre come titolare in tutte le gare dei Dolphins
Il 27 dicembre 2013, Pouncey fu premiato con la prima convocazione al Pro Bowl in carriera. Nell'estate successiva si operò a una clavicola, perdendo il primo mese della stagione regolare. Tornato in campo nella settimana 6, disputò tutte le restanti partite come titolare, venendo convocato per il secondo Pro Bowl al posto dell'infortunato Mike Iupati.
Il 10 aprile 2015, Pouncey firmò coi Dolphins un rinnovo contrattuale quinquennale del valore di oltre 50 milioni di dollari che lo rese il centro più pagato della lega. A fine stagione fu convocato per il terzo Pro Bowl consecutivo.

### Los Angeles Chargers
Il 19 marzo 2018 Pouncey firmò un contratto biennale con i Los Angeles Chargers. Il 12 febbraio 2021 annunciò il ritiro assieme al fratello.

## Palmarès
- Convocazioni al Pro Bowl: 4

2013, 2014, 2015, 2018
- PFWA All-Rookie Team - 2011